# Lijst van voetbalinterlands Azerbeidzjan - Rusland
Deze lijst van voetbalinterlands is een overzicht van alle officiële voetbalwedstrijden tussen de nationale teams van Azerbeidzjan en Rusland. De voormalige Sovjet-republieken speelden tot op heden vijf keer tegen elkaar. De eerste wedstrijd, een kwalificatiewedstrijd voor het Wereldkampioenschap voetbal 2010, was op 28 maart 2009 in Moskou. Het laatste duel, een vriendschappelijke wedstrijd, vond plaats in Chimki op 3 september 2014.

## Wedstrijden
| № | Plaats | Datum            | Competitie           | Wedstrijd              | Uitslag |
| - | ------ | ---------------- | -------------------- | ---------------------- | ------- |
| 1 | Moskou | 28 maart 2009    | WK 2010 kwalificatie | Rusland – Azerbeidzjan | 2 – 0   |
| 2 | Bakoe  | 14 oktober 2009  | WK 2010 kwalificatie | Azerbeidzjan – Rusland | 1 – 1   |
| 3 | Moskou | 16 oktober 2012  | WK 2014 kwalificatie | Rusland − Azerbeidzjan | 1 − 0   |
| 4 | Bakoe  | 15 oktober 2013  | WK 2014 kwalificatie | Azerbeidzjan − Rusland | 1 − 1   |
| 5 | Chimki | 3 september 2014 | Vriendschappelijk    | Rusland − Azerbeidzjan | 4 − 0   |

## Samenvatting
| Competitie        | Totaal gespeeld | Winst Azerbeidzjan | Gelijk | Winst Rusland | Doelsaldo Azerbeidzjan – Rusland |
| ----------------- | --------------- | ------------------ | ------ | ------------- | -------------------------------- |
| WK-kwalificatie   | 4               | 0                  | 2      | 2             | 2 − 5                            |
| Vriendschappelijk | 1               | 0                  | 0      | 1             | 0 − 4                            |
| Totaal            | 5               | 0                  | 2      | 3             | 2 − 9                            |

Wedstrijden bepaald door strafschoppen worden, in lijn met de FIFA, als een gelijkspel gerekend.

## Details

### Derde ontmoeting
| WK 2014 kwalificatie (Moskou, Rusland, 16 oktober 2012): |       |              |
| Rusland                                                  | 1 – 0 | Azerbeidzjan |
| Roman Sjirokov 84' (pen.)                                | goals |              |

### Vierde ontmoeting
| WK 2014 kwalificatie (Bakoe, Azerbeidzjan, 15 oktober 2013): |       |                    |
| Azerbeidzjan                                                 | 1 – 1 | Rusland            |
| Vagif Javadov 90'                                            | goals | 15' Roman Sjirokov |

### Vijfde ontmoeting
| Vriendschappelijk (Chimki, Rusland, 3 september 2014):                                     |       |              |
| Rusland                                                                                    | 4 – 0 | Azerbeidzjan |
| Aleksandr Kerzjakov 6' Aleksandr Kerzjakov 12' Sergej Ignasjevitsj 41' Vladimir Granat 81' | goals |              |